# 自己縮合
自己縮合 (Self-condensation) とは、求電子剤と求核剤の両方の性質をもつカルボニル基を含む化合物が行う有機反応で、アルドール縮合の一つである。求電子剤と求核剤が異なる化学種同士の混合アルドール縮合(mixed aldol condensation)に対してこの反応は対称アルドール縮合(symmetrical aldol condensation)と呼ばれる。
例えば、イオン交換樹脂の存在で2分子のアセトンが1分子のメシチルオキシドに縮合する。
2 CH3COCH3 → (CH3)2C=CH(CO)CH3 + H2O
合成的利用では一般にあまり好まれる反応ではないが、混合アルドール縮合の副反応として自然に起こる。